# Virus des Andes
Orthohantavirus andesense
Espèce
Orthohantavirus andesense (ANDV), ou virus des Andes, est une espèce d'orthohantavirus, un agent causal majeur du syndrome pulmonaire à hantavirus (SPH) en Amérique du Sud. Il doit son nom aux Andes du Chili et de l'Argentine, où il a été découvert pour la première fois. Provenant des rongeurs, l'orthohantavirus Andes est facilement transmis aux humains qui entrent en contact avec des rongeurs infectés ou leurs excréments,,. Toutefois, les rongeurs infectés ne semblent pas malades, de sorte qu'il n'existe aucun indicateur permettant de déterminer si le rongeur est infecté ou non. En outre, l’orthohantavirus Andes, en particulier, est le seul hantavirus qui peut être transmis par contact d'humain à humain via des fluides corporels ou par contact prolongé d'une personne infectée à une personne saine,.

## Découverte
L'orthohantavirus Andes a été identifié pour la première fois lorsque des foyés[Quoi ?] de cette nouvelle infection se sont propagées au Chili et en Argentine. En 1995, il a finalement été décrit en Argentine sur la base de spécimens provenant d'un patient qui était mort de complications du SPH, une conséquence grave de l'infection par les virus Andes. En tant que virus émergent, il est plus mortel que certains autres hantavirus ayant un taux de mortalité entre 40 % et 50 % en Amérique du Sud,. Il est de loin responsable de la plupart des cas de SPH recensés en Argentine, au Chili et en Uruguay réunis, et contribue à un grand nombre de cas d'insuffisance rénale aigüe. Bien qu'il puisse être transporté par les humains et les rongeurs, l’orthohantavirus Andes se trouve le plus souvent chez l’Oligoryzomys longicaudatus, une espèce de rat pygmée originaire de la région chilo-argentine, et dans d'autres cas, chez l'Abrothrix longipilis.